# Liste der Biografien/Qw
Liste der Biografien |
Portal Biografien |
Personensuche
# |
A |
B |
C |
D |
E |
F |
G |
H |
I |
J |
K |
L |
M |
N |
O |
P |
Q |
R |
S |
T |
U |
V |
W |
X |
Y |
Z |
?
 
Qa |
Qe |
Qi |
Qo |
Qr |
Qu |
Qv |
Qw |
Qy
Die Liste der Biografien führt alle Personen auf, die in der deutschsprachigen Wikipedia einen Artikel haben. Dieses ist eine Teilliste mit 3 Einträgen von Personen, deren Namen mit den Buchstaben „Qw“ beginnt.

## Qw

### Qwa
- Qwak, Arthur (* 1961), französischer Comiczeichner und Regisseur für Zeichentrick-Serien

### Qwi
- Qwitelaschwili, Moris (* 1995), russisch-georgischer EiskunstläuferMoris Qwitelaschwili (* 1995)

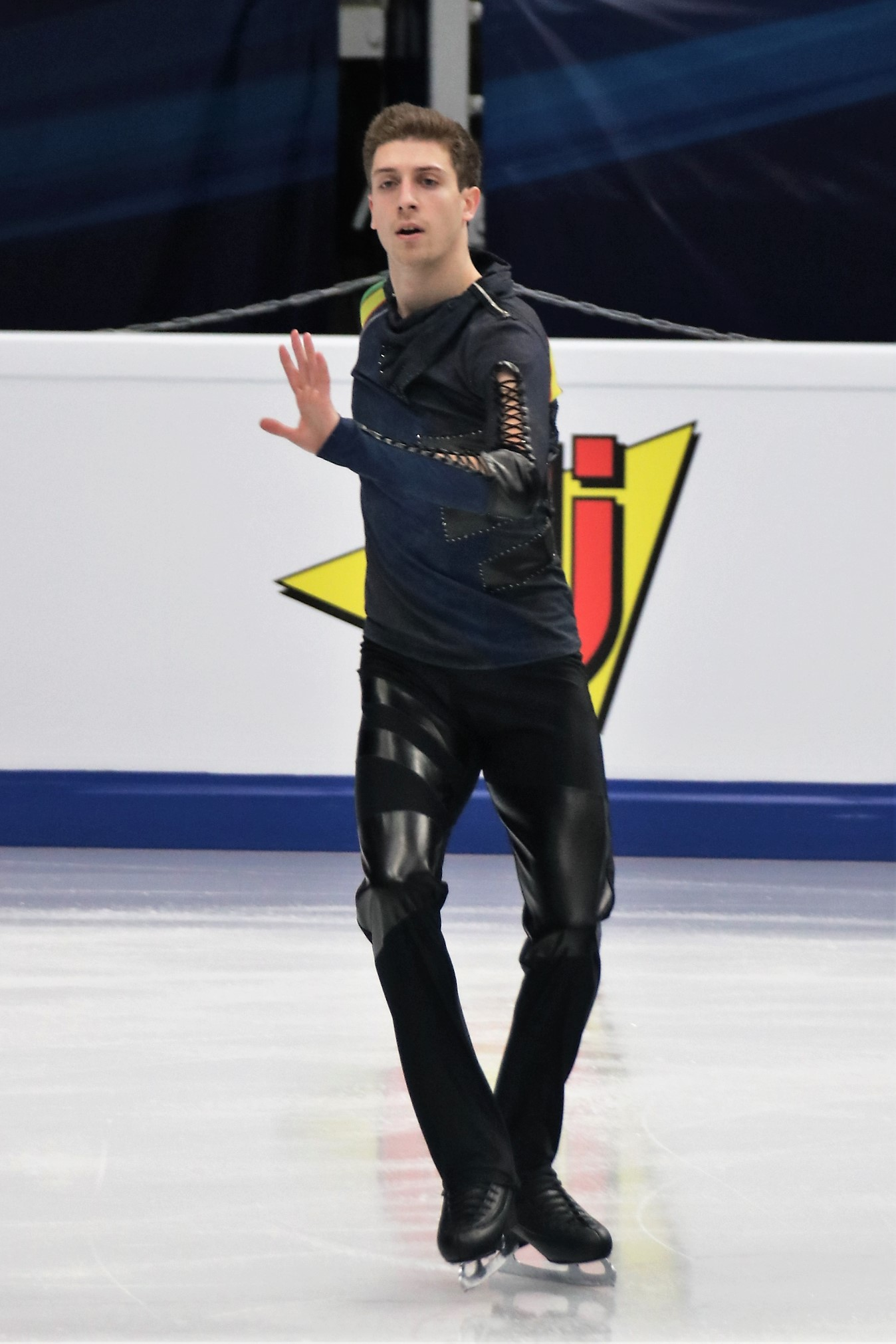
Moris Qwitelaschwili (* 1995)

### Qwo
- Qwote, haitianischer Sänger